# دويل هولي
دويل هولي (بالإنجليزية: Doyle Holly)‏ هو مغن مؤلف أمريكي، ولد في 30 يونيو 1936 في بيركينز في الولايات المتحدة، وتوفي في 13 يناير 2007 في ناشفيل في الولايات المتحدة بسبب سرطان البروستاتا.

## وصلات خارجية
- الموقع الرسمي